# Rathaus Hallein

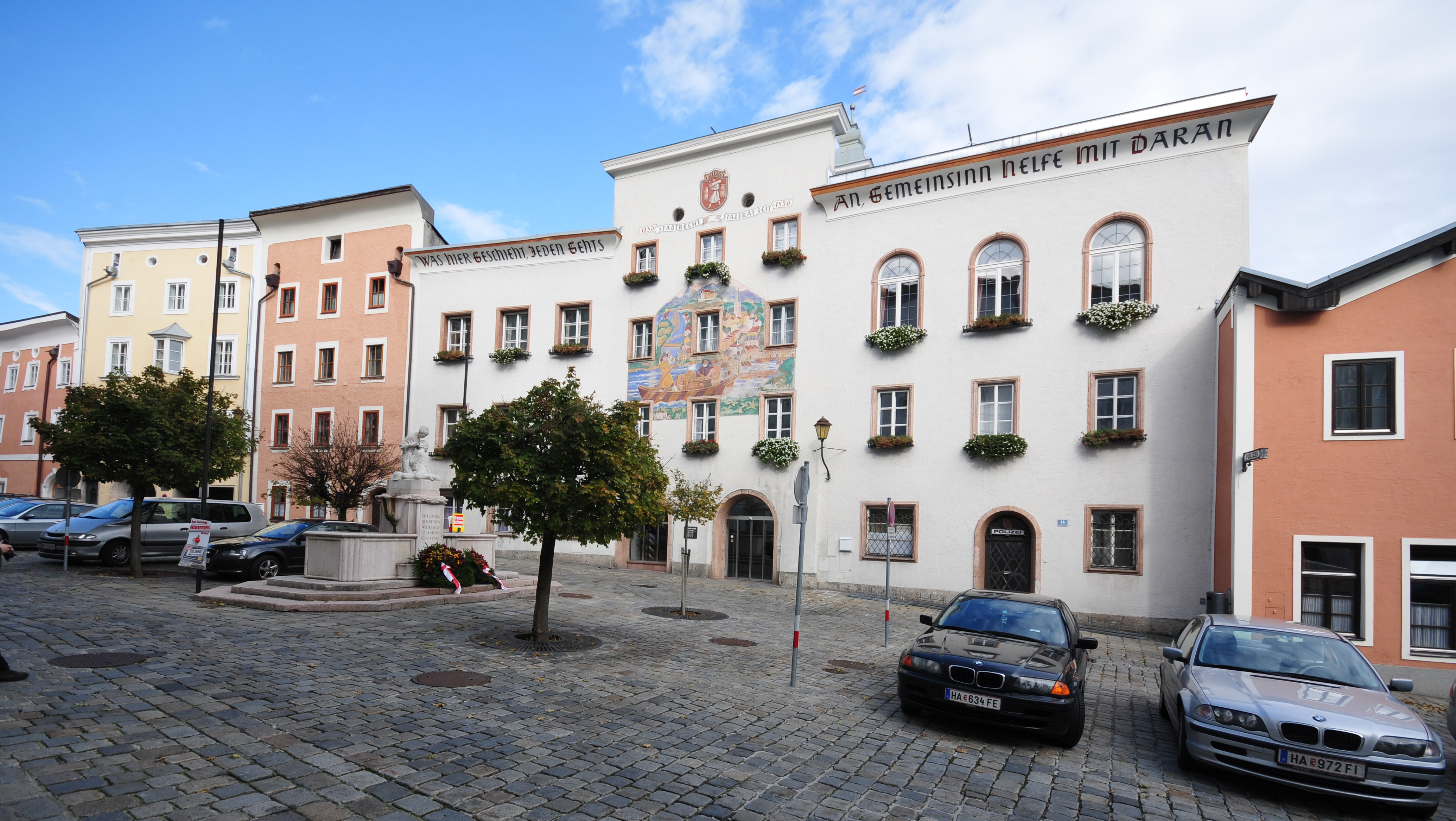
Das Halleiner Rathaus am Schöndorferplatz 14

Das Rathaus Hallein steht am Schöndorferplatz 14 in der Stadtgemeinde Hallein im Land Salzburg. Das Rathaus steht unter Denkmalschutz (Listeneintrag).

## Beschreibung
Das im Kern wohl im 16. Jahrhundert entstandene Gebäude erlitt 1607 einen Brand. Der Rathausturm wurde 1836 aufgesetzt. Die Fassade wurde 1929 und 1980 renoviert. Das Gebäudeinnere wurde 1939 umgebaut.
Die Front zum Schöndorferplatz zeigt ein dreigeschoßiges Gebäude, wobei die mittleren drei Achsen um ein Geschoß erhöht sind. Die Seitentrakte zeigen als Abschluss eine breite Hohlkehle mit dem Schriftzug Was hier geschieht, jeden gehts an, gemeinsam helfe mit daran. Mittig unter dem Fresko des Stadtwappens nennt ein Schriftzug 1230 mit der Nennung der Stadt und 1556 mit der Nennung des Stadtrates. Die Fassadenmalerei Salzschifffahrt entstand nach einem Entwurf des Malers Theodor Kern.
Die Eingangshalle zeigt vier Kreuzgratgewölbe auf einem Mittelpfeiler und das Wappen von Erzbischof Max Gandolf von Kuenburg (1622–1687).
Im zweiten Obergeschoß befindet sich der Sitzungssaal. Die Ausstattung des Saales zeigt Landschaftsbilder von Hallein und Umgebung, gemalt von Anton Eggl. Es gibt eine Portraitserie zu den Bürgermeistern, einige Bilder schuf der Maler Ferdinand Mühlbacher 1903.